# Pseudoanglicismo

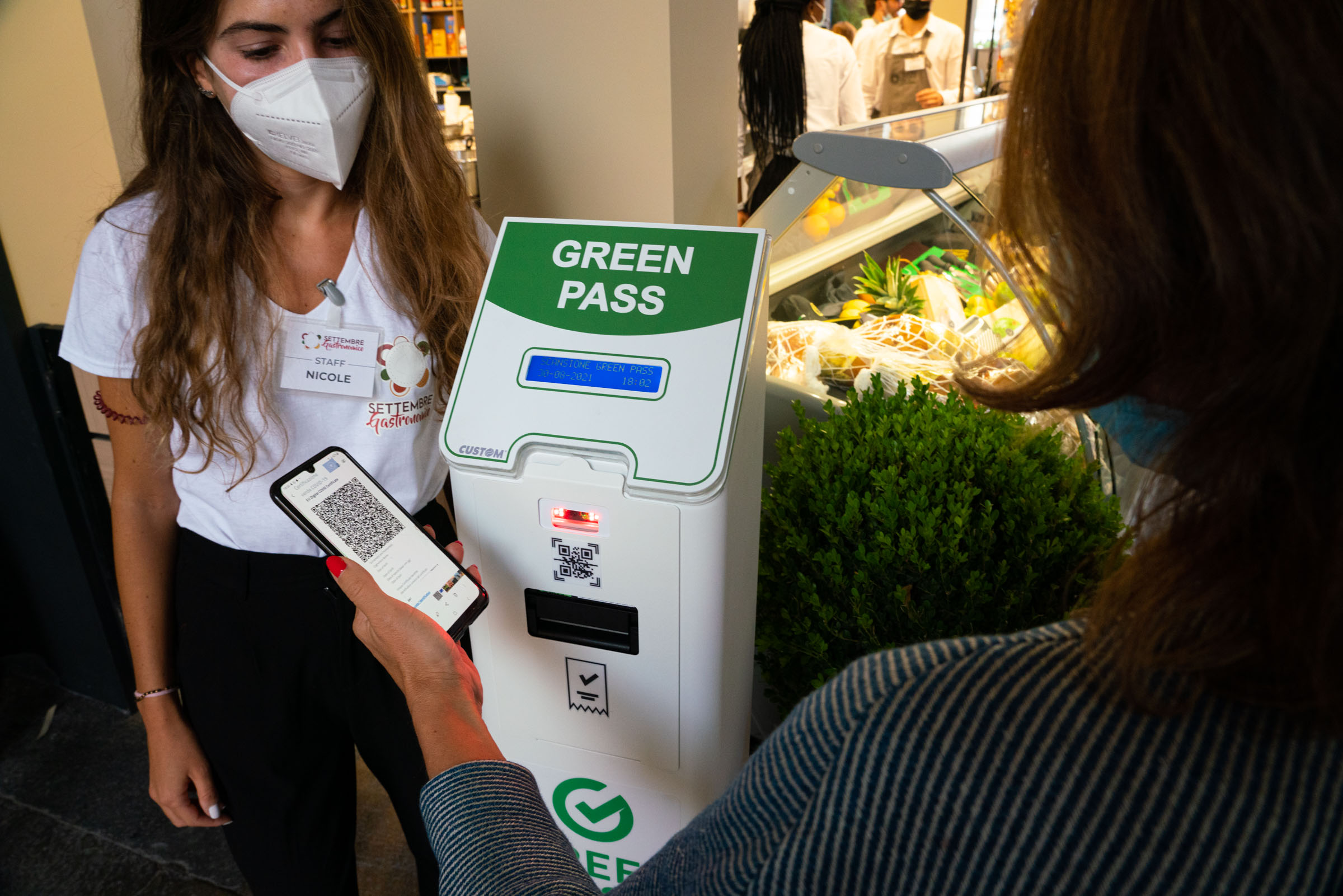
Green pass, esempio di pseudoanglicismo comune in Italia (2022)

Uno pseudoanglicismo è una parola o una costruzione sintattica apparentemente inglese e usata in un'altra lingua, ma in realtà inesistente nell'inglese vero.
È un particolare tipo di anglicismo, nel senso ampio di "influenza dell'inglese". Benché di "struttura" inglese, gli pseudoanglicismi possono risultare di difficile comprensione per un parlante di madrelingua inglese.
Sono presenti, ad esempio, in italiano, francese, tedesco, olandese e svedese. In italiano oggi sono ricorrenti specialmente «nel settore pubblicitario-commerciale dove, pur di disporre di un anglicismo di richiamo, lo si inventa» e fanno parte dell'ampio fenomeno dell'itanglese.
In Italia il fenomeno si riscontra frequentemente nella traduzione dei titoli di opere cinematografiche, che vengono portate sul mercato italiano con un titolo inglese o seminglese ma non originale.
Negli ultimi anni con il sensibile aumento degli interlocutori di lingua inglese e con il cambio generazionale, alcuni pseudoanglicismi tendono progressivamente a sparire in favore della controparte italiana o a quella corretta in inglese.